# Biserica Sfinții Arhangheli Mihail și Gavriil din Cajvana

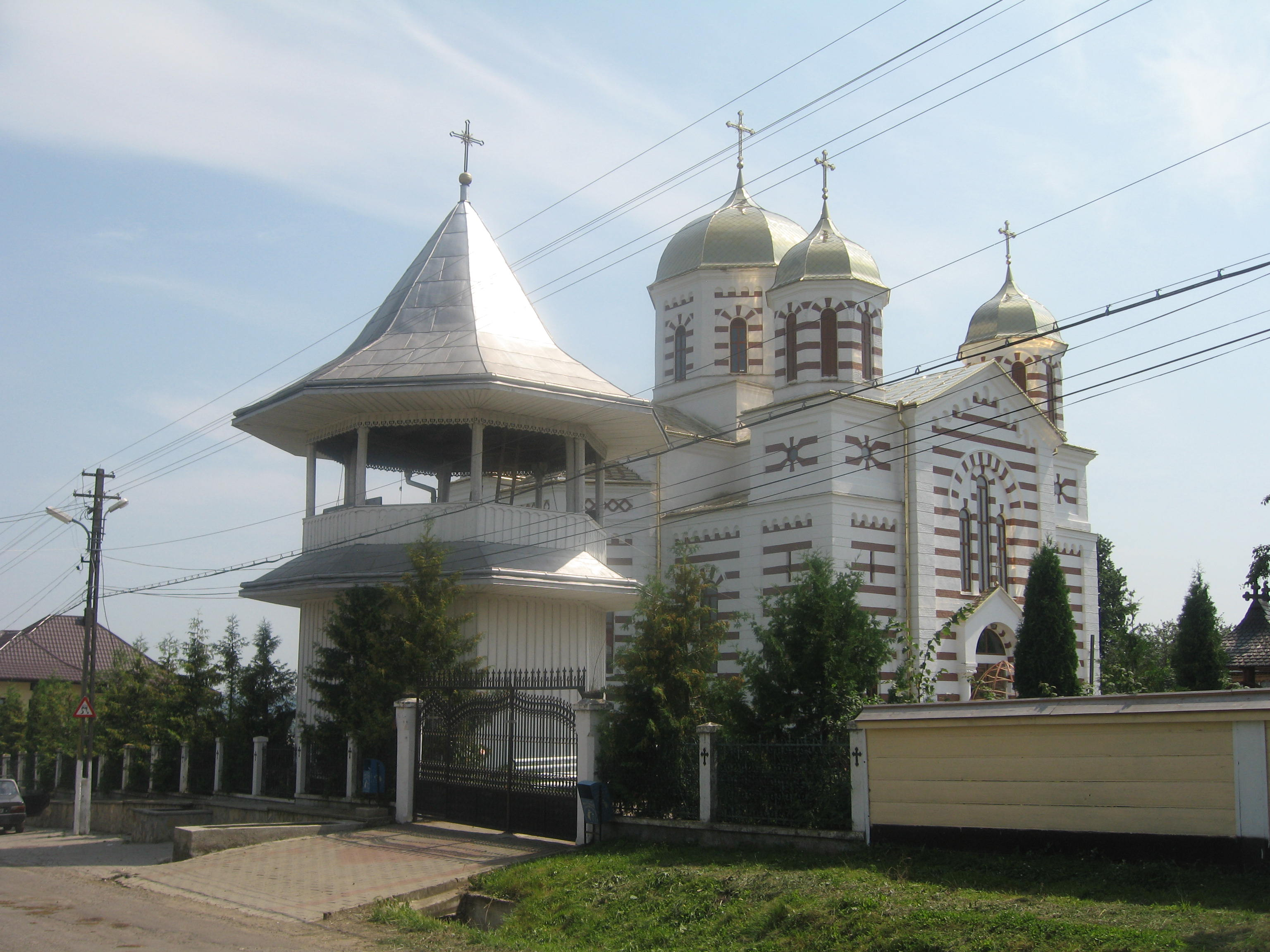
Biserica „Sfinții Arhangheli Mihail și Gavriil” din Cajvana

Biserica "Sf. Arhangheli Mihail și Gavriil" din Cajvana este o biserică ortodoxă construită între anii 1906-1911 în satul Cajvana (astăzi oraș în județul Suceava). Este cunoscută în România prin faptul că are un acoperiș din tablă din inox „bombardată cu aur”.

## Istoric

### Construirea bisericii
Satul Cajvana este una dintre cele mai vechi localități de pe teritoriul actualului județ Suceava. În timpul domniei lui Ștefan cel Mare (1457-1504),  meleagurile acestea au făcut parte din Ocolul domnesc. Prima mențiune scrisă cu privire la existența unei biserici în Cajvana este documentul lui Ștefan cel Mare din 15 martie 1490 prin care Domnul Moldovei închina 50 biserici cu popă și cu toate dările către Episcopiei Rădăuților, printre care și biserica mai jos de Vlad cel Negru, unde fusese Popa Matei.  La începutul secolului al XX-lea, în satul Cajvana din Bucovina exista o biserică de lemn. Aceasta a ars într-un incendiu , într-un ajun de Crăciun.
Între anii 1906-1911 în satul Cajvana a fost construită o biserică nouă, de zid, cu hramul „Sf. Arhangheli Mihail și Gavriil”. Noul lăcaș de cult a fost sfințit în anul 1911. Biserica are dimensiuni impunătoare (o înălțime de 30 metri) și cinci turle, circulând pe plan local zvonuri că proiectul actualei biserici ar fi fost făcut pentru Catedrala ortodoxă din Cernăuți, dar primarul din Cajvana a cumpărat proiectul de la un funcționar important al vremii căruia i-a oferit o pereche de boi.
După cum se precizează în "Anuarul Mitropoliei Bucovinei pe anul 1937", Biserica "Sfinții Arhangheli Mihail și Gavriil" din Cajvana avea o casă parohială de cărămidă, o sesie parohială de 12 ha, o sesie a cooperatorului de 6 ha, o sesie a cântărețului de 3 ha și o sesie a ponomarului de 1 ha. Parohia avea în îngrijire spirituală 819 familii cu 3.554 credincioși. În acel an, comunitatea ortodoxă din Cajvana era păstorită de preotul paroh Orest Malcinschi (născut în 1899) și preotul cooperator Silvestru Grosu (născut în 1907). 

### Reparații și modernizări
Ca urmare a faptului că localitatea era destul de înstărită, biserica din Cajvana a fost înnoită și înfrumusețată în primii ani ai secolului al XXI-lea, lucrările efectuate fiind coordonate de pr. paroh Vasile Iulian Davidoaia și de pr. slujitor Gheorghe Davidoaia (cei doi preoți sunt frați). Pictura interioară a bisericii a fost executată de pictorul George Gavrilean din Mănăstirea Humorului. De asemenea, în această biserică se află șase policandre din porțelan, unice în Moldova. Acestea au fost comandate în anul 2002 la o firmă din Teiuș, de unde au fost trimise mii de bucăți de porțelan, frumos lucrate în alb și albastru, care au fost, mai apoi, asamblate în biserică. Asamblarea celor șase policandre a durat aproximativ trei săptămâni. Costul celor șase policandre de porțelan a fost de 280 de milioane de lei vechi (28.000 lei noi), bani donați de credincioși. Cel mai mare policandru are 270 de kilograme și peste 100 de becuri și a fost achitat de o singură familie, Ștefan și Floarea Cârcu.
În urma unui referendum local, localitatea Cajvana a devenit oraș la 7 aprilie 2004, alături de alte opt localități din județ, conform unei hotărâri de guvern. 
În anul 2008, cu sprijinul senatorului Gavril Mîrza (născut în 1948 la Cajvana), fost președinte al Consiliului Județean Suceava, Ministerul Culturii a alocat o sumă de aproximativ 300.000 lei, pentru schimbarea tâmplăriei, construirea clopotniței și alte investiții la biserica "Sf. Arhangheli" din Cajvana.
La sugestia a doi oameni de afaceri din Cajvana care au călătorit în Ucraina și au văzut biserici acoperite cu tablă aurită, preoții Iulian–Vasile și Marius-Gheorghiță Davidoaia au vizitat câteva biserici din Ucraina pentru a se documenta cu privire la această investiție. Cei doi preoți au făcut comandă la o firmă din Kiev pentru 500 de foi de tablă din inox „bombardată cu aur”. Fondurile pentru achiziționarea tablei au provenit din suma alocată de Ministerul Culturii și de la cei doi oameni de afaceri, care au donat aproape 100.000 lei. Firma ucraineană care a vândut tabla a trimis și o echipă de meșteri tăblari ucraineni, conduși de Nicolai Kharuk (51 ani), care să o monteze pe biserică. Învelitoarea de tablă este din inox, „bombardată cu particule de aur”. A fost acoperită cu această tablă o suprafață de circa 1.000 de metri pătrați (acoperișul, crucile de pe turlele bisericii, dar și burlanele pentru scurgerea apei de ploaie). Lucrarea de montare a tablei aurite a fost finalizată în anul 2009, la acea dată biserica din Cajvana fiind unica biserică acoperită cu tablă aurită de pe teritoriul României. Materialele și manopera au costat aproximativ 250.000 lei, iar pentru cele șapte cruci aurite s-au mai plătit peste 15.000 de dolari.
La 6 noiembrie 2011, cu ocazia celebrării a 100 de ani de la târnosirea bisericii, s-a celebrat o slujbă de resfințire a Bisericii “Sf. Arhangheli Mihail și Gavriil” din Cajvana. Sfânta Liturghie și slujba de resfințire au fost oficiate de arhiepiscopul Pimen Zainea al Sucevei și Rădăuților și de arhiepiscopul Teodosie Petrescu al Tomisului, alături de un sobor de 40 de preoți și diaconi de la mai multe parohii din județ. La acest eveniment au asistat peste 3.500 de credincioși 
din Cajvana și din împrejurimi; printre oaspeții importanți s-au aflat senatorul Gavril Mîrza și deputatul Cătălin Nechifor. La sfârșitul slujbei, cei doi preoți (Vasile Iulian Davidoaia și Gheorghe Davidoaia) au primit rangul de iconom stavrofor.
Localnicii căjvăneni au participat în număr mare la acest eveniment, cei mai în vârstă purtând costume tradiționale, bundițe cu blănuri, broboade și căciuli din astrahan, în timp ce localnicii mai tineri s-au îmbrăcat cu haine moderne, dar elegante. Arhiepiscopul Pimen i-a lăudat cu acest prilej pe localnici, spunând că aceștia sunt darnici și vrednici.  La această sărbătoare locală s-a organizat pe trotuarul din fața bisericii un mic bazar stradal, unde se vindeau CD-uri cu muzică religioasă, icoane pictate pe lemn, crucifixe, iconițe, cruciulițe, cărți bisericești ș.a. De asemenea, la sfârșitul slujbei, s-au împărțit 2.000 de pachete cu alimente celor prezenți, iar copiii și tinerii din Cajvana, îmbrăcați în costume naționale, au susținut un concert de muzică religioasă și patriotică.
În curtea bisericii se află o clopotniță de lemn, un praznicar (cu bucătărie, băi și sală de protocol) cu o capacitate de 240 de locuri - realizat cu sprijinul integral al senatorului Gavril Mîrza , precum și mormântul preotului Orest Malcinschi, care a slujit la altarul acestei biserici circa 40 de ani. Preotul Malcinschi este unchiul cunoscutului actor Florin Piersic, fiind căsătorit cu o soră a mamei acestuia din urmă. 
În prezent, această parohie are în grijă circa 700 de familii de credincioși.

## Imagini

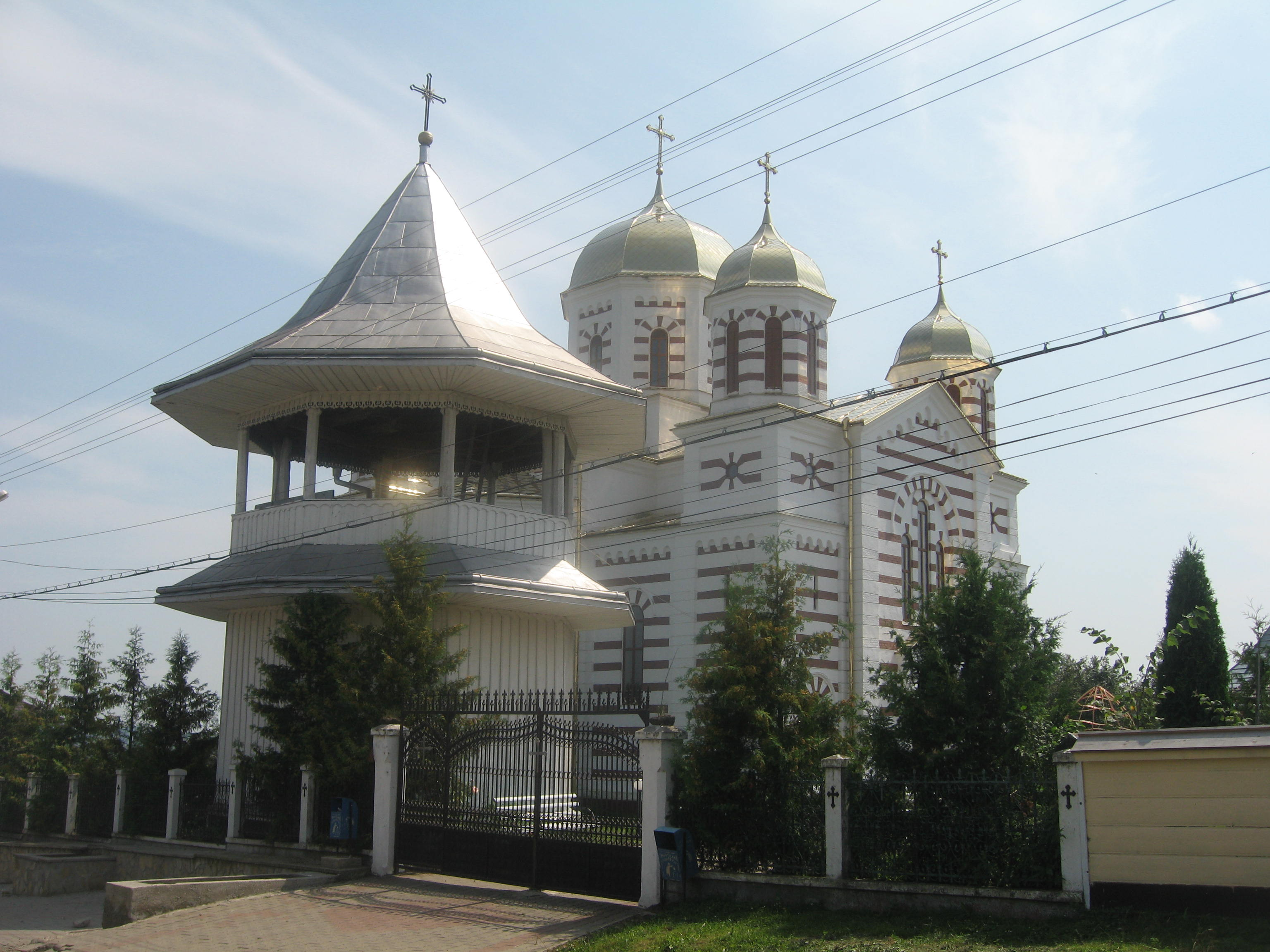
Biserica "Sf. Arhangheli" din Cajvana văzută din stradă
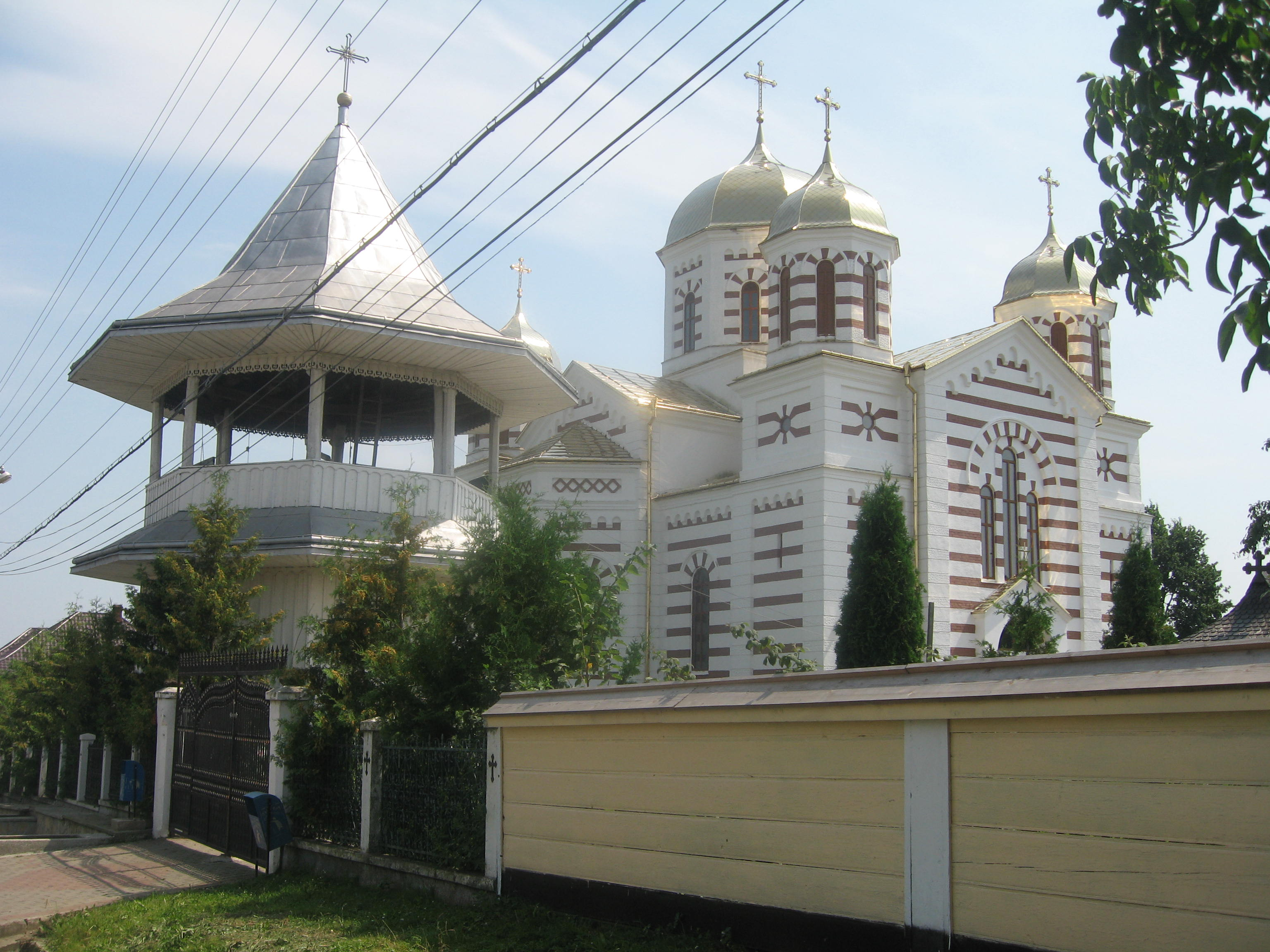
Biserica "Sf. Arhangheli" din Cajvana văzută din stradă
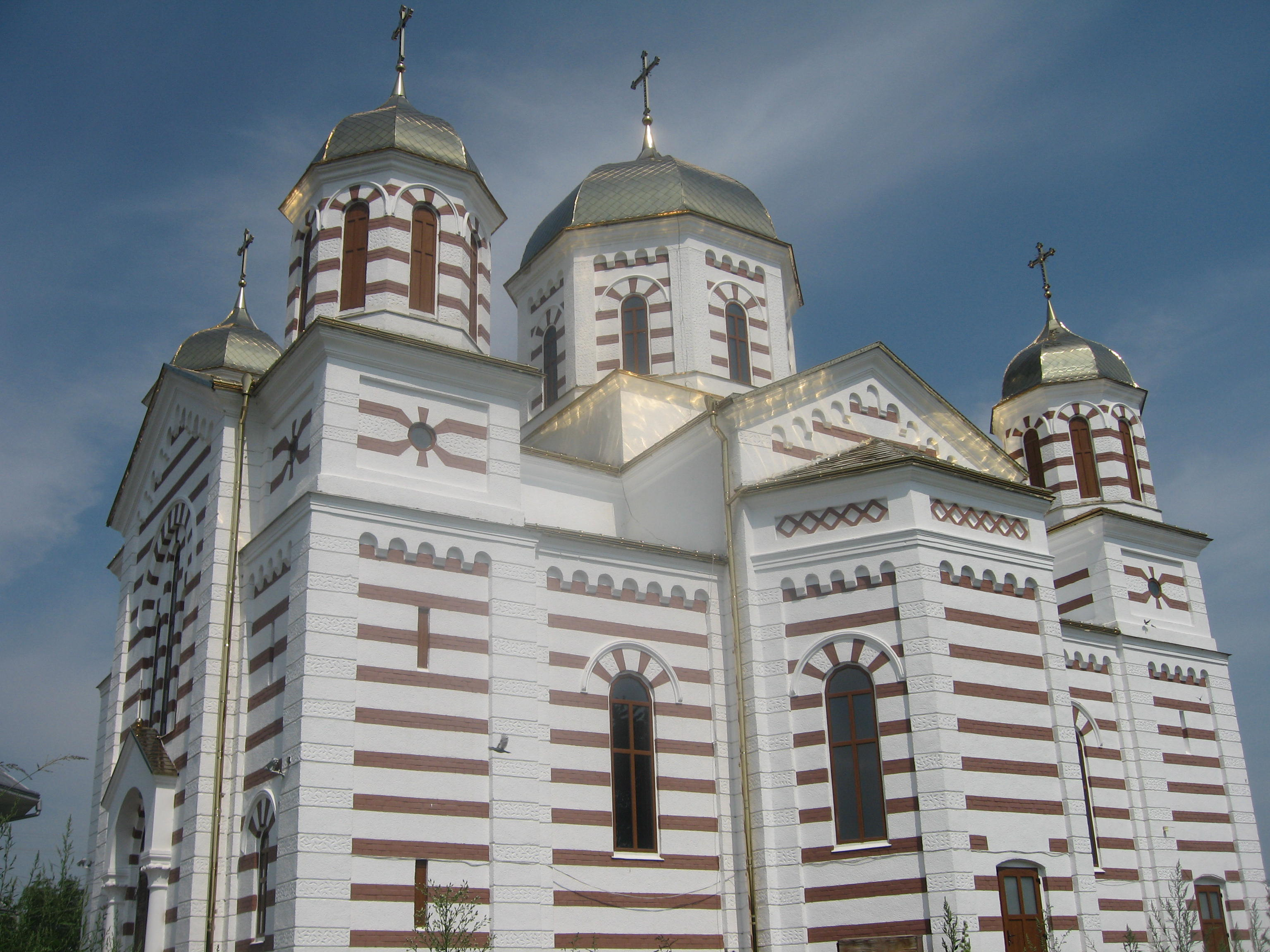
Biserica "Sf. Arhangheli" din Cajvana
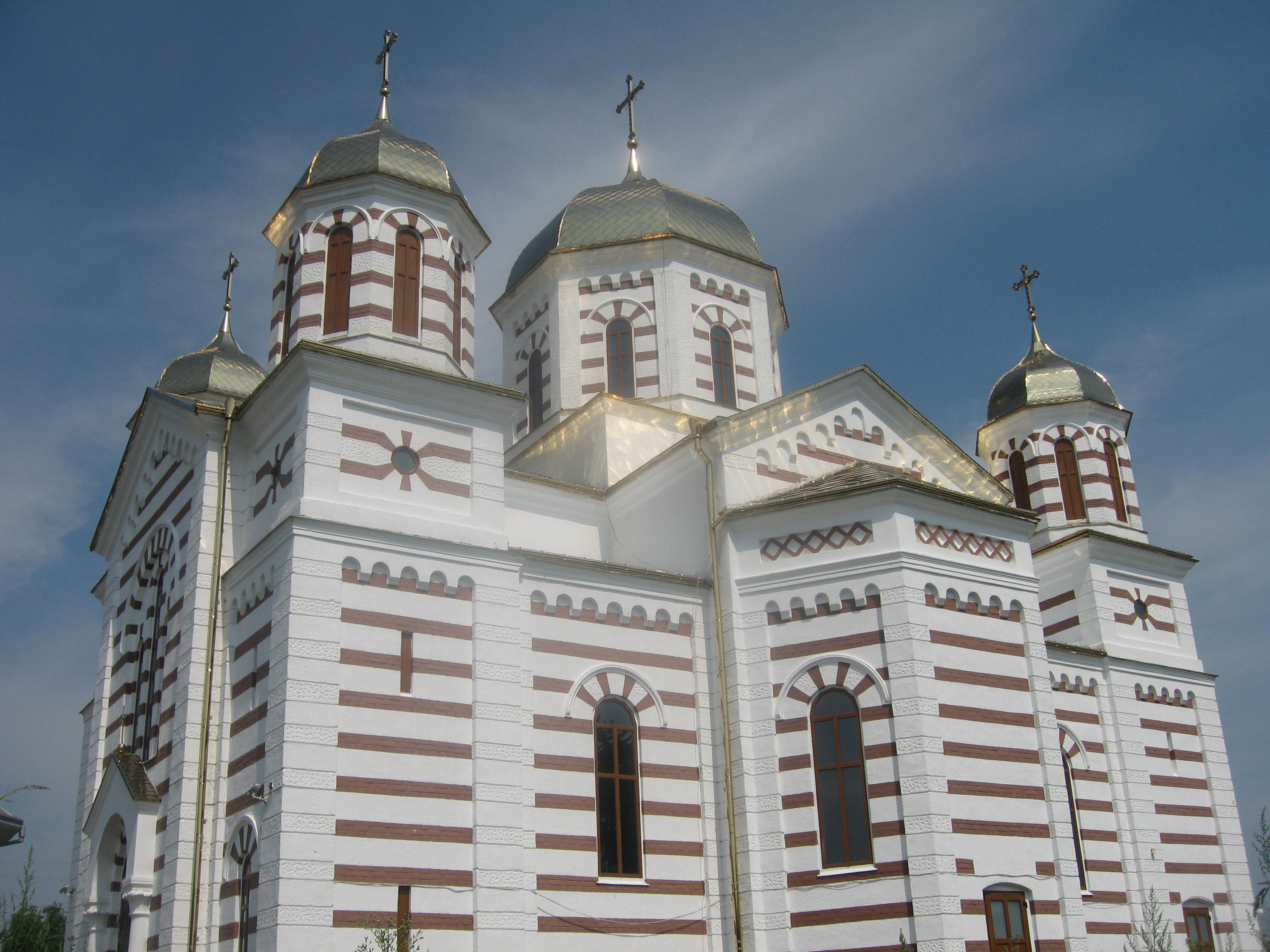
Biserica "Sf. Arhangheli" din Cajvana
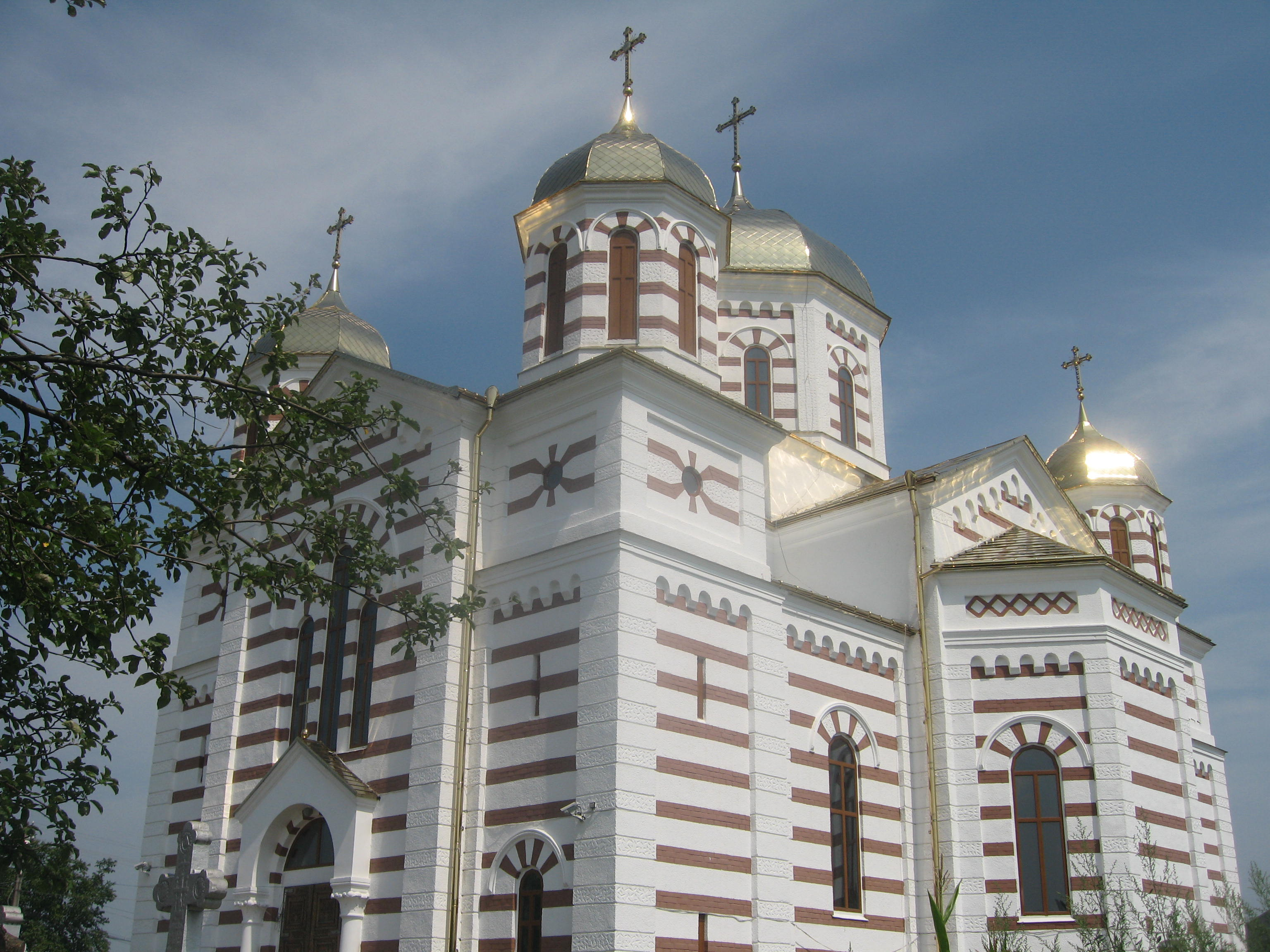
Biserica "Sf. Arhangheli" din Cajvana
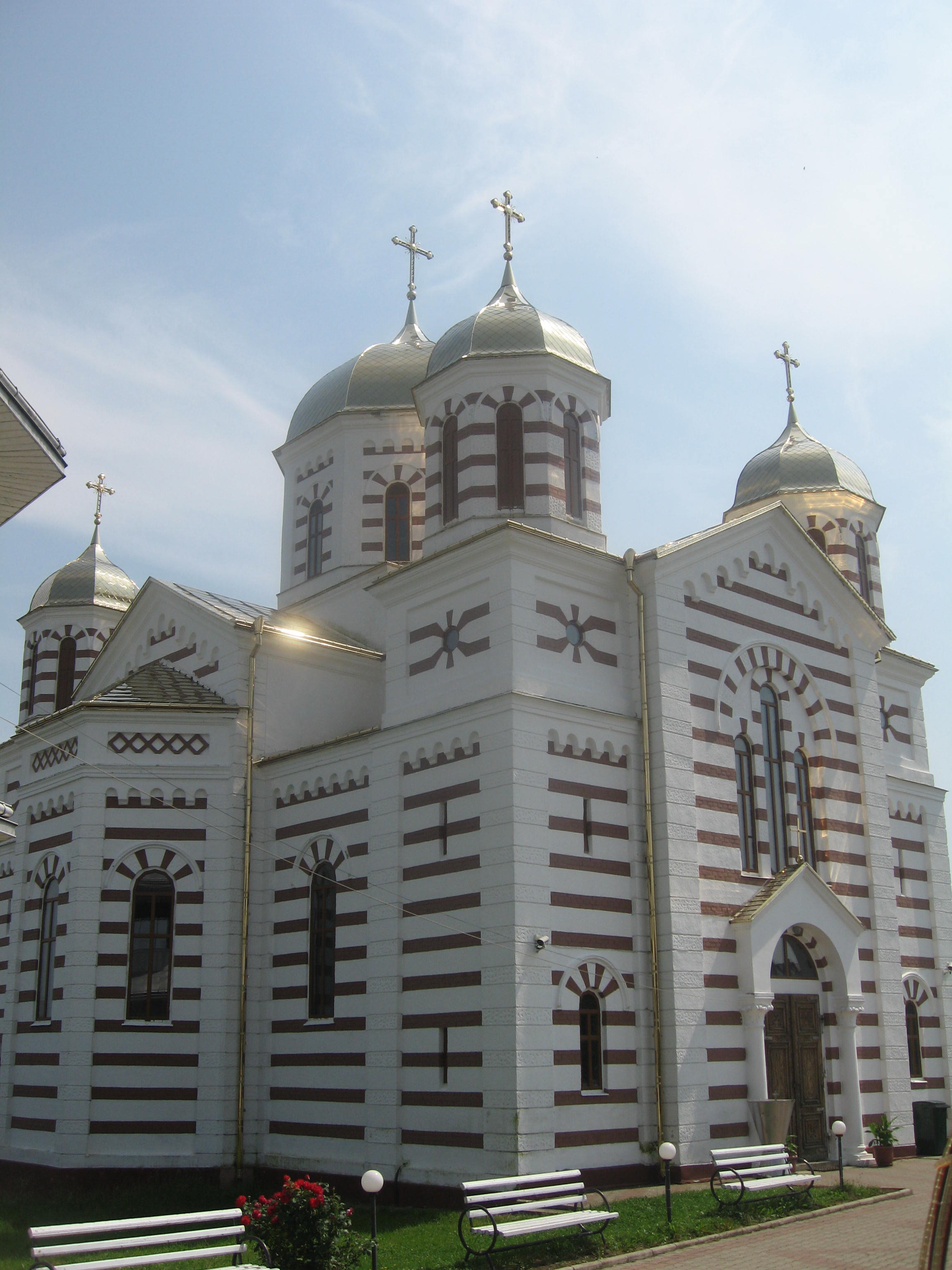
Biserica "Sf. Arhangheli" din Cajvana
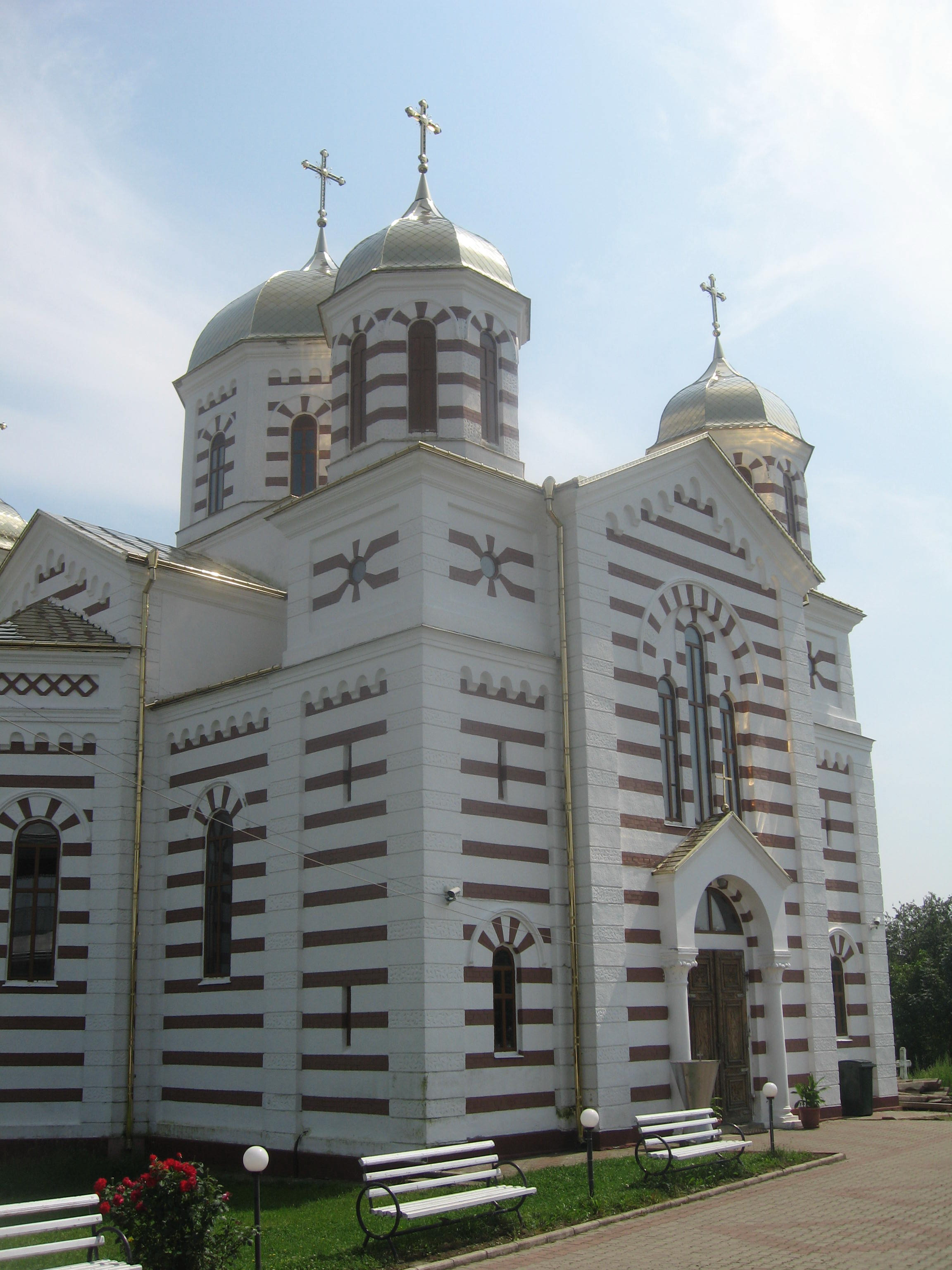
Biserica "Sf. Arhangheli" din Cajvana
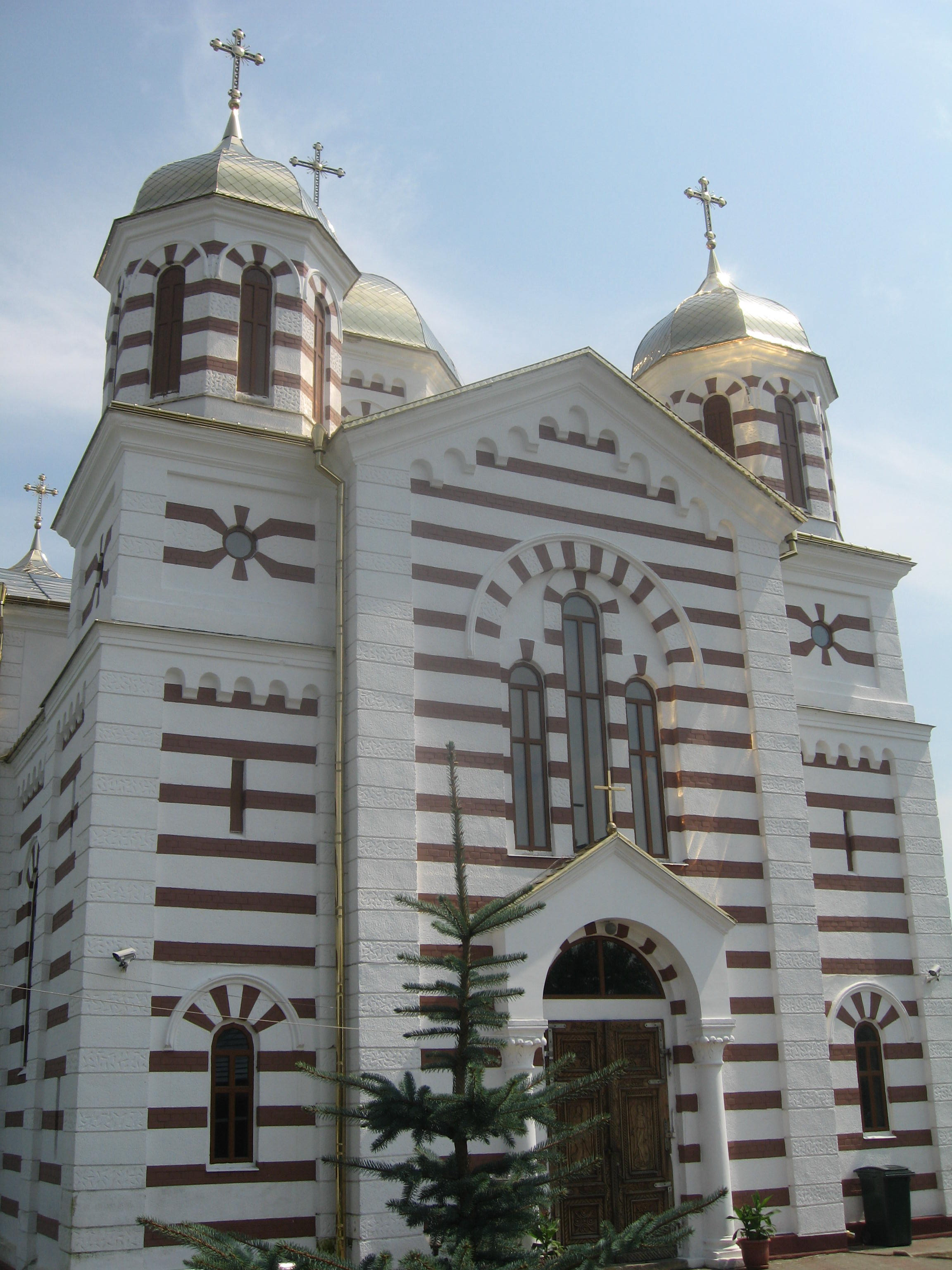
Biserica "Sf. Arhangheli" din Cajvana
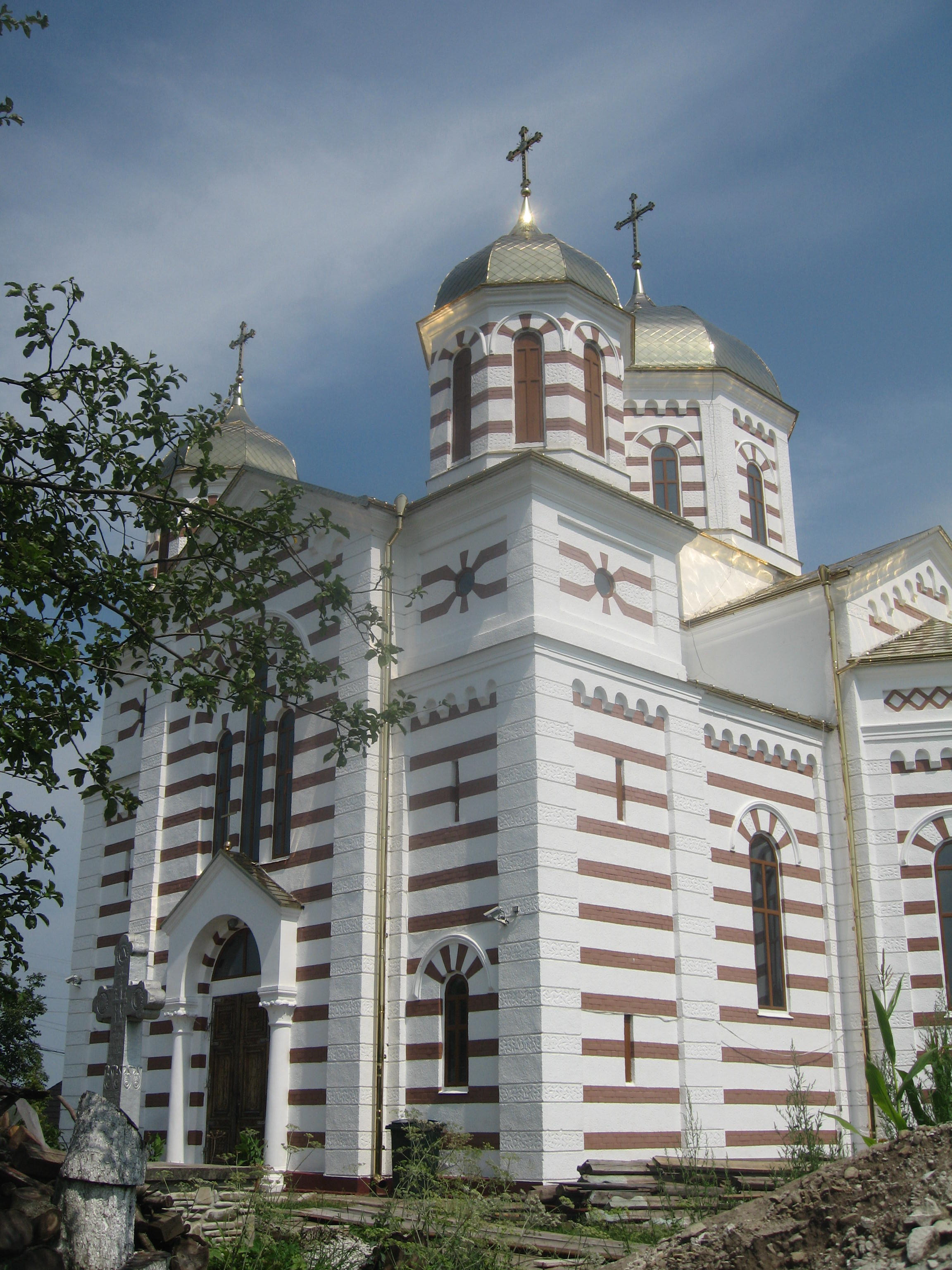
Biserica "Sf. Arhangheli" din Cajvana
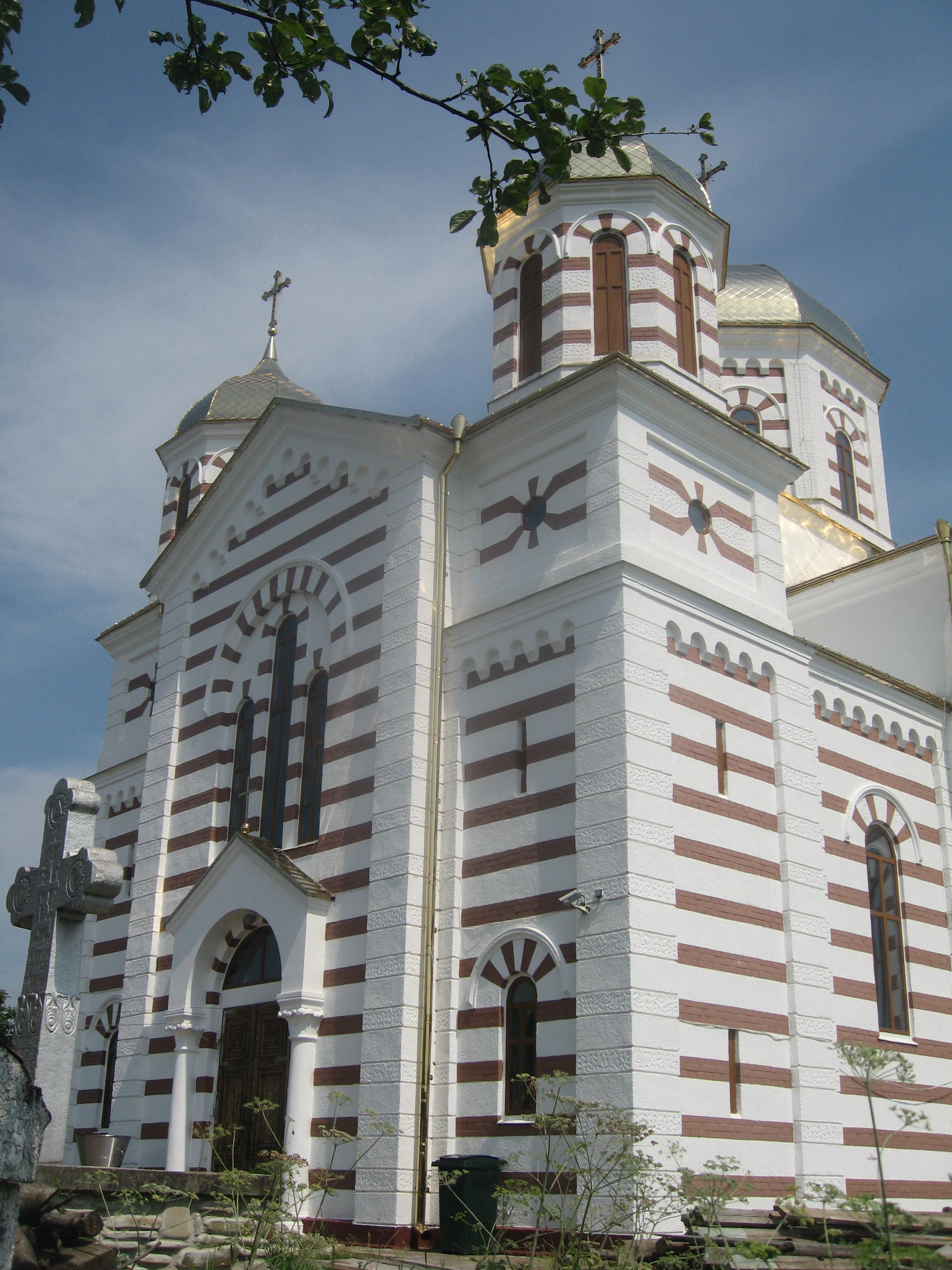
Biserica "Sf. Arhangheli" din Cajvana
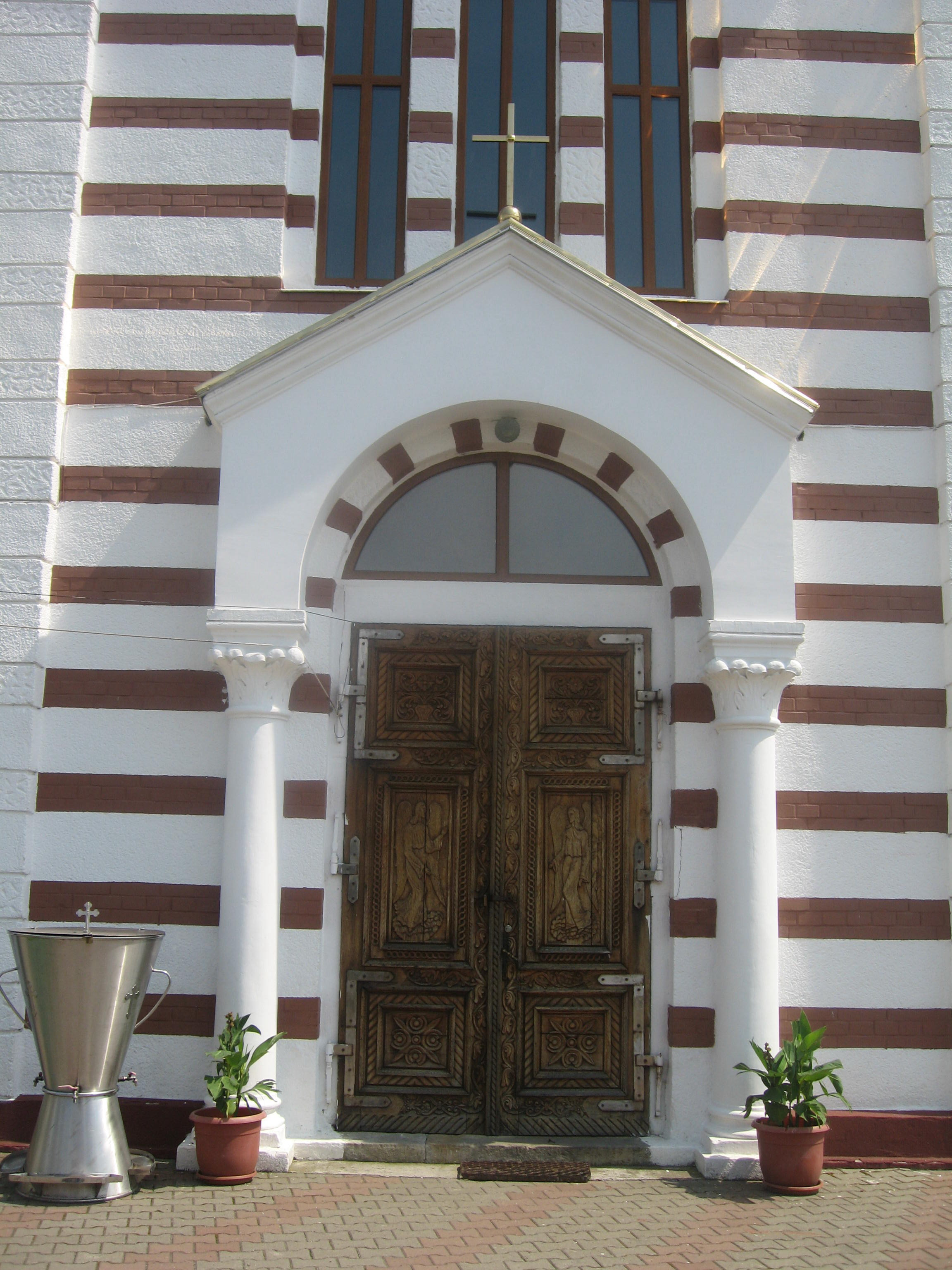
Biserica "Sf. Arhangheli" din Cajvana - portalul de intrare
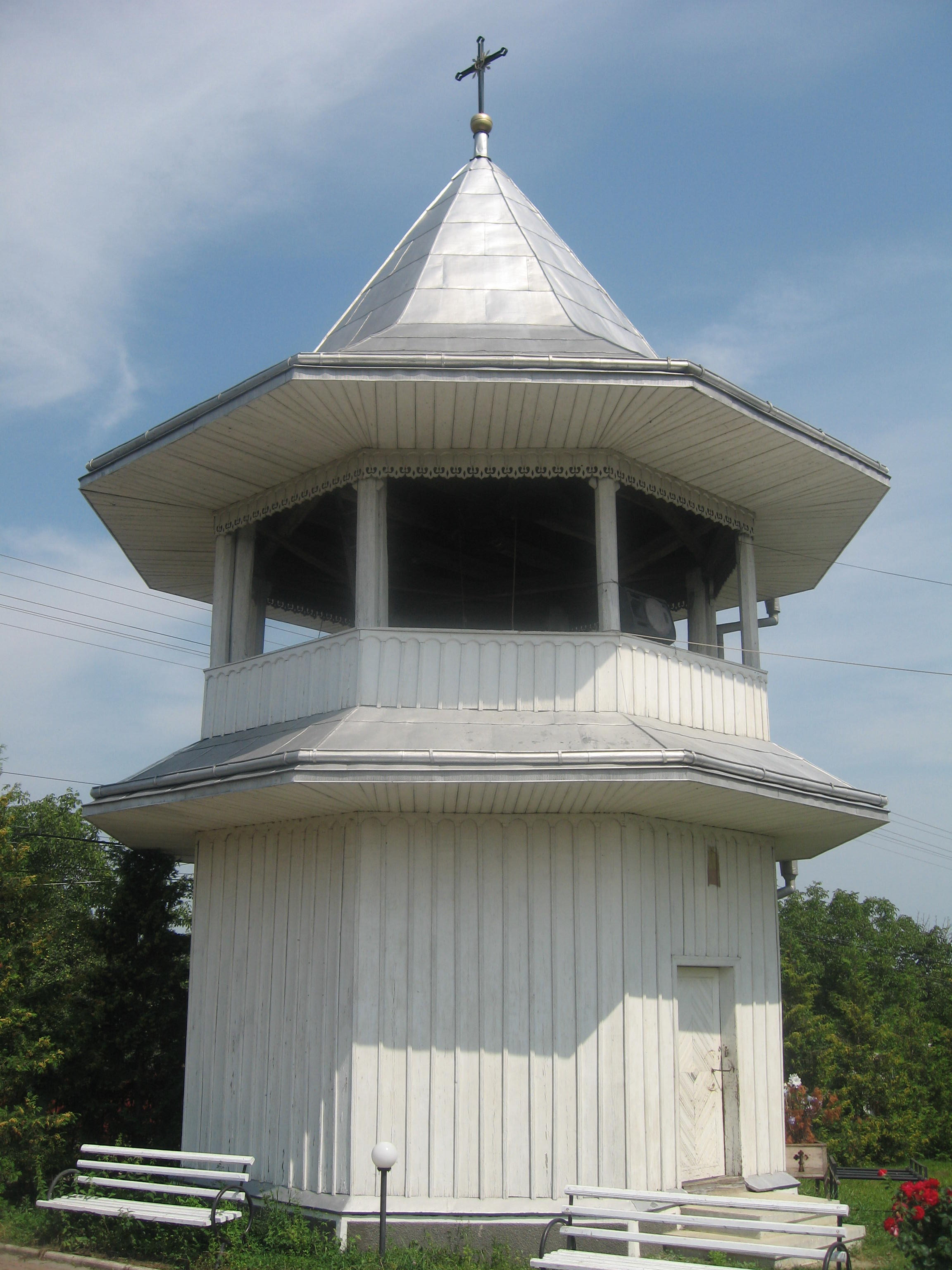
Biserica "Sf. Arhangheli" din Cajvana - turnul-clopotniţă